# Scott Andrews
Scott Andrews, född den 14 juni 1989 i Prestwick, Skottland, är en brittisk curlingspelare.
Han tog OS-silver i herrarnas curlingturnering i samband med de olympiska curlingtävlingarna 2014 i Sotji.